# Mademoiselle Monrose
Pour les articles homonymes, voir Monrose.
Mademoiselle Monrose (née Marie-Florentine Chollet le 11 novembre 1816 à Paris et morte le 10 avril 1893 à Bruxelles) est une actrice et cantatrice (soprano) française.

## Biographie
Marie-Florentine Chollet est la fille du célèbre ténor français Jean-Baptiste Chollet et de la soprano Geneviève-Aimé-Zoë Prévost. Elle épouse à Bruxelles en 1885 Eugène Monrose (né Barizain), frère de Louis Monrose, tous deux membres d'une célèbre famille d'acteurs associés à la Comédie-Française, qui utilisent tous le nom de scène de Monrose,. Elle étudia le chant avec Gilbert Duprez au Conservatoire de Paris et obtint le 2e prix de solfège en 1847,.
Elle fait ses débuts à l'Opéra-Comique, le 24 septembre 1859,,, dans Le songe d'une nuit d'été d'Ambroise Thomas (avec Giacomo Meyerbeer dans le public). Elle crée le rôle de La Marquise de Villa-Bianca dans Le roman d'Elvire de Thomas, créé le 4 février 1860 par l'Opéra-Comique à la deuxième salle Favart à Paris. Elle chanta également Dinorah dans une reprise du Pardon de Ploërmel de Giacomo Meyerbeer, « entièrement à la satisfaction du maestro Meyerbeer. C'est tout ce qu'il y a à dire,. »
Une autre de ses créations est Olga dans la Circassienne de Daniel Auber, créée le 2 février 1861 par l'Opéra-Comique à la deuxième salle Favart. La revue The Musical World (16 février) la trouva « parfaitement éblouissante de grâce et de beauté dans ses trois riches costumes, surtout dans le premier acte, dans lequel son entrée enchanta toute la maison ». Vocalement, son interprétation dans le quatuor du premier acte était « charmante et naturelle » et dans la ballade provocante à vocalises, grand air et duo d'amour du troisième acte, « gracieuse et déjà brillante » sans pour autant être au niveau d'une Laure Cinti-Damoreau ou d'une Caroline Miolan-Carvalho.
Un autre rôle qu'elle interpréta fut la Marquise de Richmond dans la reprise par l'Opéra-Comique du Joaillier de Saint-James d'Albert Grisar le 17 février 1862. En octobre 1962, elle fait ses débuts à La Monnaie dans Le songe d'une nuit d'été d'Ambroise Thomas. Elle reste à Bruxelles pour la saison 1862/1863 seulement, la reprise d'Angèle dans Le Domino Noir fut défavorablement accueillie au point qu’elle dut s’aliter plusieurs jours.
Elle crée également le rôle d'Héro dans Béatrice et Bénédict d'Hector Berlioz le 9 août 1862 au Theater der Stadt de Baden-Baden . Berlioz la trouva « entièrement dépourvue d'instinct musicaux » mais trouva sa voix « fraîche et naturelle » et bien adaptée à la partie.
Elle est ensuite associée au Théâtre du Parc à Bruxelles et au Théâtre des Galeries royales à Bruxelles. Elle s'est retirée du chant vers 1880 à l'âge de 65 ans, recevant une pension de 500 francs en 1883.